# Гипотеза
Гипо́теза (др.-греч. ὑπόθεσις — «предположение; допущение», от ὑπό — «под; по причине; из-за» и θέσις — «место; положение; тезис») — предположение или догадка, утверждение, которое, в отличие от аксиом, постулатов, требует доказательства. Гипотеза считается научной, если она, в соответствии с научным методом, объясняет факты, охватываемые этой гипотезой; является логически непротиворечивой; принципиально опровергаема, то есть потенциально может быть проверена критическим экспериментом; не противоречит ранее установленным законам и, скорее всего, приложима к более широкому кругу явлений.
Также она может определяться как форма развитий знаний, представляющая собой обоснованное предположение, выдвигаемое с целью выяснения свойств и причин исследуемых явлений.
Как правило, гипотеза высказывается на основе ряда подтверждающих её наблюдений (примеров) и поэтому принимается правдоподобной. Гипотезу впоследствии или доказывают, превращая её в установленный факт (см. теорема, теория), или же опровергают (например, указывая контрпример), переводя в разряд ложных утверждений.
Недоказанная и неопровергнутая гипотеза называется открытой проблемой (пример: открытые математические проблемы).
Это умозаключение, вывод о высокой вероятности чего-либо, построенный на основаниях (в виде ряда имеющихся наблюдений и перечня известных закономерностей).

## Гипотеза в философии и других науках
Карл Поппер в философии науки дополнил позитивистский принцип верифицируемости принципом фальсифицируемости. Соответствие реальности естественнонаучной теория может быть установлена путём постановки соответствующего эксперимента (верификация). Любое научное знание носит лишь относительный характер. Научными могут быть только потенциально опровергаемые утверждения. Такие взгляды, вытекающие из марксистского постулата об относительности истины и любого знания, разделяют и современные российские философы.
Ученик Поппера Лакатос развил концепцию учителя. Отдельную (естественнонаучную) теорию, которая неизбежно опровергается, нельзя рассматривать как научную. Научной может быть только «исследовательская программа» — последовательность опровергаемых и сменяющих друг друга теорий-гипотез — например, следующая череда: геоцентрическая механика Птолемея, гелиоцентрическая механика Галилея и Кеплера, классическая механика Ньютона и Галилея, релятивистская механика, квантовая механика, квантовая теория поля и т. п.

## Отличие гипотезы от теории
Часто можно встретить ситуации, когда люди случайно, по незнанию или намеренно путаются в терминах «теория» или «гипотеза». Так, часто можно услышать фразу типа «Это всего лишь теория…». Подобную фразу могут употреблять, допустим, по отношению к глобальному потеплению, эволюции и к другим. На самом же деле существуют довольно точные критерии, по которым утверждение можно отнести к гипотезе или теории. Так, ниже изложен взгляд Ньютона на данные термины:
| Утверждение является теорией тогда и только тогда, когда оно удовлетворяет всем следующим критериям: | Утверждение является гипотезой, только когда оно удовлетворяет одному или нескольким следующим критериям: |
| Т1. утверждение точно является истиной, ибо оно было достоверно выведено из экспериментов;           | Х1. утверждение является правдой с высокой вероятностью, но, возможно, не полностью;                      |
| Т2. утверждение экспериментально — то есть оно имеет экспериментально тестируемые последствия;       | X2. это догадка или предположение: это утверждение не основано на экспериментальных свидетельствах;       |
| Т3. утверждение относится к измеримым и наблюдаемым свойствам вещи, а не к её «природе».             | X3. это утверждение имеет отношение к «природе» вещи, а не к наблюдаемым, измеряемым её свойствам.        |

Ньютон считал свою «теорию универсальной гравитации» именно теорией, поскольку она может быть подтверждена экспериментами. Но с другой стороны, сами объяснения, причины гравитации он относил к гипотезам, потому что они уже относились к объяснению природы явления гравитации, а возможности для измерения или подтверждения любых утверждений о причинах возникновения гравитации экспериментально в те времена не существовали. Другими словами, гипотеза о природе гравитации пытается ответить на вопросы: «Почему гравитация есть?», «Что является причиной гравитации?», а теория — «Существует ли гравитация или нет?», «Насколько сильна гравитация?», «Как измерить гравитацию?».

## Бритва Оккама для проверки гипотез
Существуют такие принципы, как бритва Оккама, которые являются не аксиомами, а презумпциями, то есть они, в принципе, не запрещают объяснять какие-то явления более сложными путями, а лишь рекомендуют следовать наилучшему, как можно более простому порядку рассмотрения гипотез. Принцип бритвы Оккама можно сформулировать так: «Всё следует упрощать до тех пор, пока это возможно, но не более того». Это высказывание принадлежит Альберту Эйнштейну.

## Научная гипотеза
Логическое предположение, чтобы считаться научной гипотезой, должно удовлетворять следующим критериям:
1. объяснять все имеющиеся в предметной области гипотезы факты;
2. не должно иметь логических противоречий и противоречить фундаментальным положениям науки;
3. должно быть принципиально проверяемым;
4. не должно противоречить ранее установленным фактам, для объяснения которых оно не предназначено;
5. должно быть приложимо к возможно более широкому классу явлений.